# Émile Lévy
Pour les articles homonymes, voir Émile Lévy (homonymie) et Lévy.
Ne doit pas être confondu avec Emile Levy ou Charles Émile Lévy.
Émile Lévy, né à Paris le 29 août 1826 et mort dans la même ville le 4 août 1890, est un peintre et illustrateur français.

## Biographie
Fils de Samuel Lévy, comptable, et de Rachel Horwitz, Émile Lévy est l'élève de François-Édouard Picot et Abel de Pujol à l'Ecole nationale des Beaux-Arts de Paris. 
Il commence d'exposer au Salon en 1850, présentant deux toiles, Fête des Tabernacles, chez des israélites (au moyen-âge), et Les cinq sens.
Il obtient un troisième premier prix de Rome en peinture en 1854 sur le thème Abraham lavant les pieds aux trois anges. Et il devient pensionnaire de la villa Médicis à Rome de 1855 à 1857.
Il est nommé chevalier de la Légion d'honneur par décret du 29 juin 1867.
Sa femme, Céline Joséphine Bidard de la Noë, dont il a peint un portrait en robe verte, a écrit plusieurs romans et nouvelles sous le pseudonyme de Paria Korigan.
En 1886, il est membre du jury de la « section aquarelle et pastel » de la deuxième Exposition internationale de blanc et noir à Paris.
Il expose une dernière fois au Salon des artistes français en 1890, deux toiles intitulées Silène et Portrait de mademoiselle L.L.. Sa dernière adresse parisienne indiquée sur le livret est 199, boulevard Malesherbes.
Il meurt dans le 17e arrondissement de Paris en août 1890 et est inhumé au cimetière du Montparnasse (division 30).

## Liste de peintures
| Tableau | Titre                                                                                         | Date      | Dimensions       | Notes | Lieu de conservation                             |
| ------- | --------------------------------------------------------------------------------------------- | --------- | ---------------- | ----- | ------------------------------------------------ |
|         |                                                                                               |           |                  |       |                                                  |
|         | La Mort de Vitellius                                                                          | 1847      |                  |       | Localisation inconnue                            |
|         | Saint Pierre chez Marie                                                                       | 1848      |                  |       | Localisation inconnue                            |
|         | Le Christ et sainte Véronique                                                                 | vers 1848 | 55 × 113 cm      |       | Cabrerets, mairie                                |
|         | Ulysse reconnu par Euryclée                                                                   | 1849      |                  |       | Localisation inconnue                            |
|         | Zénobie retrouvée sur les bords de l'Araxe                                                    | 1850      | 146 × 113 cm     |       | Paris, École nationale supérieure des beaux-arts |
|         | La Fête des cabanes                                                                           | 1850      | 82,5 × 112,3 cm  |       | Collection particulière                          |
|         | Périclès au lit de mort de son fils                                                           | 1851      | 24 × 32 cm       |       | Paris, musée d'Orsay                             |
|         | Périclès au lit de mort de son fils                                                           | 1851      |                  |       | Localisation inconnue                            |
|         | Jésus chassant les marchands du temple                                                        | 1853      |                  |       | Localisation inconnue                            |
|         | Abraham lavant les pieds de trois anges                                                       | 1854      | 24 × 32 cm       |       | Paris, musée d'Orsay                             |
|         | Abraham lavant les pieds de trois anges                                                       | 1854      | 113 × 145,5 cm   |       | Paris, École nationale supérieure des beaux-arts |
|         | La Malédiction de Cham par Noé                                                                | 1854      | 130 × 170 cm     |       | Aurillac, musée d'Art et d'Archéologie           |
|         | La Poésie (d'après Raphaël)                                                                   | 1857      | 333 × 333 cm     |       | Paris, École nationale supérieure des beaux-arts |
|         | Le Souper libre ou Le repas libre des martyrs                                                 | 1858      | 309 × 390 cm     |       | Amiens, musée de Picardie                        |
|         | Noémi ou Ruth et Noémi                                                                        | 1859      | 151 × 112 cm     |       | Rouen, musée des Beaux-Arts                      |
|         | Les Astres                                                                                    | 1860      |                  |       | Paris, musée du Louvre, salle 543                |
|         | L'Air                                                                                         | 1860      | 120 × 225 cm     |       | Paris, musée du Louvre                           |
|         | L'Eau                                                                                         | 1860      | 120 × 225 cm     |       | Paris, musée du Louvre                           |
|         | La Terre                                                                                      | 1860      | 120 × 225 cm     |       | Paris, musée du Louvre                           |
|         | Le Feu                                                                                        | 1860      | 120 × 225 cm     |       | Paris, musée du Louvre                           |
|         | L'Alliance des Arts                                                                           | 1861      | 290 × 350 cm     |       | Le Mans, musée de Tessé                          |
|         | Vénus et l'Amour                                                                              | 1862      | 60,5 × 39 cm     |       | Collection particulière                          |
|         | Vercingétorix se rendant à César                                                              | 1863      | 75 x 110,5 cm    |       | Collection particulière                          |
|         | Idylle                                                                                        | 1864      | 108 × 76 cm      |       | Laon, musée d'Art et d'Archéologie               |
|         | La Présentation de la Vierge au temple                                                        | 1864-1867 |                  |       | Paris, église de la Trinité                      |
|         | La mort d'Orphée                                                                              | 1866      | 206 × 133 cm     |       | Paris, musée d'Orsay                             |
|         | Jeune femme assise à la lisière d'un taillis (esquisse)                                       | 1870      | 46 × 36,8 cm     |       | Dijon, musée Magnin                              |
|         | Le Jugement de Midas                                                                          | 1870      | 178 × 112 cm     |       | Montpellier, musée Fabre                         |
|         | Scène des champs                                                                              | 1870      | 135 × 83 cm      |       | Nantes, musée des Beaux-Arts                     |
|         | Jeune sainte martyre                                                                          | 1876      |                  |       | Roubaix, La Piscine                              |
|         | Portrait de jeune homme                                                                       | 1877      | 88 × 56 cm       |       | Paris, musée d'Orsay                             |
|         | La Meta studans : fontaine où les lutteurs, sortant du cirque, venaient faire leurs ablutions | vers 1877 | 87 × 120 cm      |       | Paris, palais du Luxembourg                      |
|         | Caligula                                                                                      | 1878      |                  |       | Localisation inconnue                            |
|         | Idylle                                                                                        | 1878      | 65 × 54 cm       |       | Pau, musée des Beaux-Arts                        |
|         | Portrait d'Henri Coroënne                                                                     | 1880      | 50 × 40 cm       |       | Valenciennes, musée des Beaux-Arts               |
|         | Portrait de David Chassagnol                                                                  |           | 118 × 92 cm      |       | Étampes, musée intercommunal                     |
|         | Portrait de David Chassagnol                                                                  | 1880      | 117 x 82         |       | Étampes, musée intercommunal                     |
|         | Bergère italienne                                                                             | vers 1880 | 21,6 x 12,1      |       | Reims, Musée des Beaux-Arts de Reims             |
|         | Portrait de José Maria de Heredia                                                             | 1881      | 53,3 × 41 cm     |       | Paris, musée d'Orsay                             |
|         | Portrait de Jules Barbey d'Aurevilly                                                          | 1882      | 116 × 91 cm      |       | Versailles, musée de l'Histoire de France        |
|         | Diane dans la forêt                                                                           | 1883      | 107 × 61 cm      |       | Collection particulière                          |
|         | La Jeune mère                                                                                 | 1883      | 65,2 x 43,2 cm   | AG    | Reims, musée des Beaux-Arts                      |
|         | Portrait                                                                                      | 1884      |                  |       | Gray (Haute-Saône), musée Baron-Martin           |
|         | Portrait du contre-amiral Miot                                                                | 1887      | 146,5 × 106,5 cm |       | Paris, musée d'Orsay                             |
|         | La naissance de Benjamin                                                                      | 1888      |                  |       | Localisation inconnue                            |
|         | Circé                                                                                         | 1889      | 170 × 130 cm     |       | Localisation inconnue                            |
|         | Silène                                                                                        | 1890      | 135 × 165 cm     |       | Localisation inconnue                            |
|         | Femme au canapé                                                                               |           | 172 × 205 cm     |       | Le Mans, musée de Tessé                          |
|         | La dispute au puits                                                                           |           | 31,8 × 48,6 cm   |       | Collection particulière                          |

## Élèves
- Lazar Meyer